# Hypothyris vestita
Hypothyris vestita är en fjärilsart som beskrevs av Fox och Real 1971. Hypothyris vestita ingår i släktet Hypothyris och familjen praktfjärilar. Inga underarter finns listade i Catalogue of Life.